# Maurits De Schrijver
Maurits De Schrijver (ur. 26 czerwca 1951 w Aalst) – piłkarz belgijski grający na pozycji obrońcy.

## Kariera klubowa
Swoją karierę piłkarską De Schrijver rozpoczął w klubie Eendracht Aalst, w którym w latach 1969-1974 grał w trzeciej lidze belgijskiej. Następnie związany był z klubem KSC Lokeren. W sezonie 1975/1976 zadebiutował w jego barwach w pierwszej lidze belgijskiej i zaczął występować w pierwszym składzie Lokeren. W sezonie 1980/1981 wywalczył z Lokeren wicemistrzostwo kraju (najwyższe miejsce tego klubu za czasów gry w lidze belgijskiej). W tym samym sezonie wystąpił także w przegranym 0:4 finale Pucharu Belgii ze Standardem Liège. W Lokeren grał do 1986 roku. W barwach tego klubu rozegrał łącznie 295 ligowych meczów, w których strzelił 8 goli. Karierę kończył po sezonie 1986/1987 jako zawodnik KFC Eendracht Zele.
| Sezon   | Klub               | Kraj   | Rozgrywki   | Mecze | Bramki |
| ------- | ------------------ | ------ | ----------- | ----- | ------ |
| 1969/70 | Eendracht Aalst    | Belgia | Division 3B | ?     | ?      |
| 1970/71 | Eendracht Aalst    | Belgia | Division 3B | ?     | ?      |
| 1971/72 | Eendracht Aalst    | Belgia | Division 3B | ?     | ?      |
| 1972/73 | Eendracht Aalst    | Belgia | Division 3B | ?     | ?      |
| 1973/74 | Eendracht Aalst    | Belgia | Division 3B | ?     | ?      |
| 1974/75 | KSC Lokeren        | Belgia | Division I  | 37    | 0      |
| 1975/76 | KSC Lokeren        | Belgia | Division I  | 36    | 5      |
| 1976/77 | KSC Lokeren        | Belgia | Division I  | 32    | 1      |
| 1977/78 | KSC Lokeren        | Belgia | Division I  | 28    | 0      |
| 1978/79 | KSC Lokeren        | Belgia | Division I  | 24    | 0      |
| 1979/80 | KSC Lokeren        | Belgia | Division I  | 34    | 0      |
| 1980/81 | KSC Lokeren        | Belgia | Division I  | 33    | 1      |
| 1981/82 | KSC Lokeren        | Belgia | Division I  | 29    | 1      |
| 1982/83 | KSC Lokeren        | Belgia | Division I  | 21    | 0      |
| 1983/84 | KSC Lokeren        | Belgia | Division I  | 0     | 0      |
| 1984/85 | KSC Lokeren        | Belgia | Division I  | 2     | 0      |
| 1985/86 | KSC Lokeren        | Belgia | Division I  | 19    | 0      |
| 1986/87 | KFC Eendracht Zele | Belgia | Division 3A | ?     | ?      |

## Kariera reprezentacyjna
W reprezentacji Belgii De Schrijver zadebiutował 27 maja 1982 roku w przegranym 0:1 towarzyskim spotkaniu z Danią. W tym samym roku został powołany do kadry Belgii na Mistrzostwa Świata w Hiszpanii, na których rozegrał 2 spotkania: z Argentyną (1:0) i ze Związkiem Radzieckim (0:1). W 1982 roku rozegrał w kadrze narodowej 4 mecze.